# Vonne
La Vonne è un fiume francese dei due dipartimenti di Deux-Sèvres e della Vienne, nella regione Nuova Aquitania, e un affluente, sulla sinistra, del Clain, che percorre la Gâtine del Poitou, poi il plateau della soglia del Poitou. È dunque un subaffluente della Loira, attraverso la Vienne.

## Geografia
Lunga 72,9 km, la Vonne nasce nel dipartimento dei Deux-Sèvres, al centro della campagna, a un'altitudine 213 m s.l.m., presso la frazione di Petit Chevreau del comune di Vouhé a 9 km a sud della città di Parthenay e a 9 km parimenti a sudovest del Terrier du Fouilloux, punto più alto della regione con i suoi 272 metri d'altitudine.
Il suo corso superiore, fino a Ménigoute, attraversa i terreni granitici del confine meridionale del massiccio armoricano. In questa regione a sottosuolo molto impermeabile, essa riceve dei numerosi piccoli affluenti che drenano tutta una "capigliatura" idrografica propria dei terreni granitici.
La Vonne entra in seguito nei terreni a dominante calcarea del confine del Poitou e prende un corso a meandri.
A Sanxay, la riva concava di uno di questi meandri ospita il teatro gallo-roman del sito di Sanxay-Herbord tagliato nei calcari del Giurassico inferiore e medio.
A partire da Curzay-sur-Vonne, il suo letto si allarga con dei meandri molto sinuosi prossimi per certi versi all'intersezione (cattura fluviale) come quello di Lusignano. Gli affluenti sono poco numerosi. La Vonne scorre globalmente da ovest verso est.
La Vonne confluisce nel Clain, alla sua riva sinistra, a Vivonne, a 93 metri di altitudine nel dipartimento della Vienne.

### Comuni attraversati

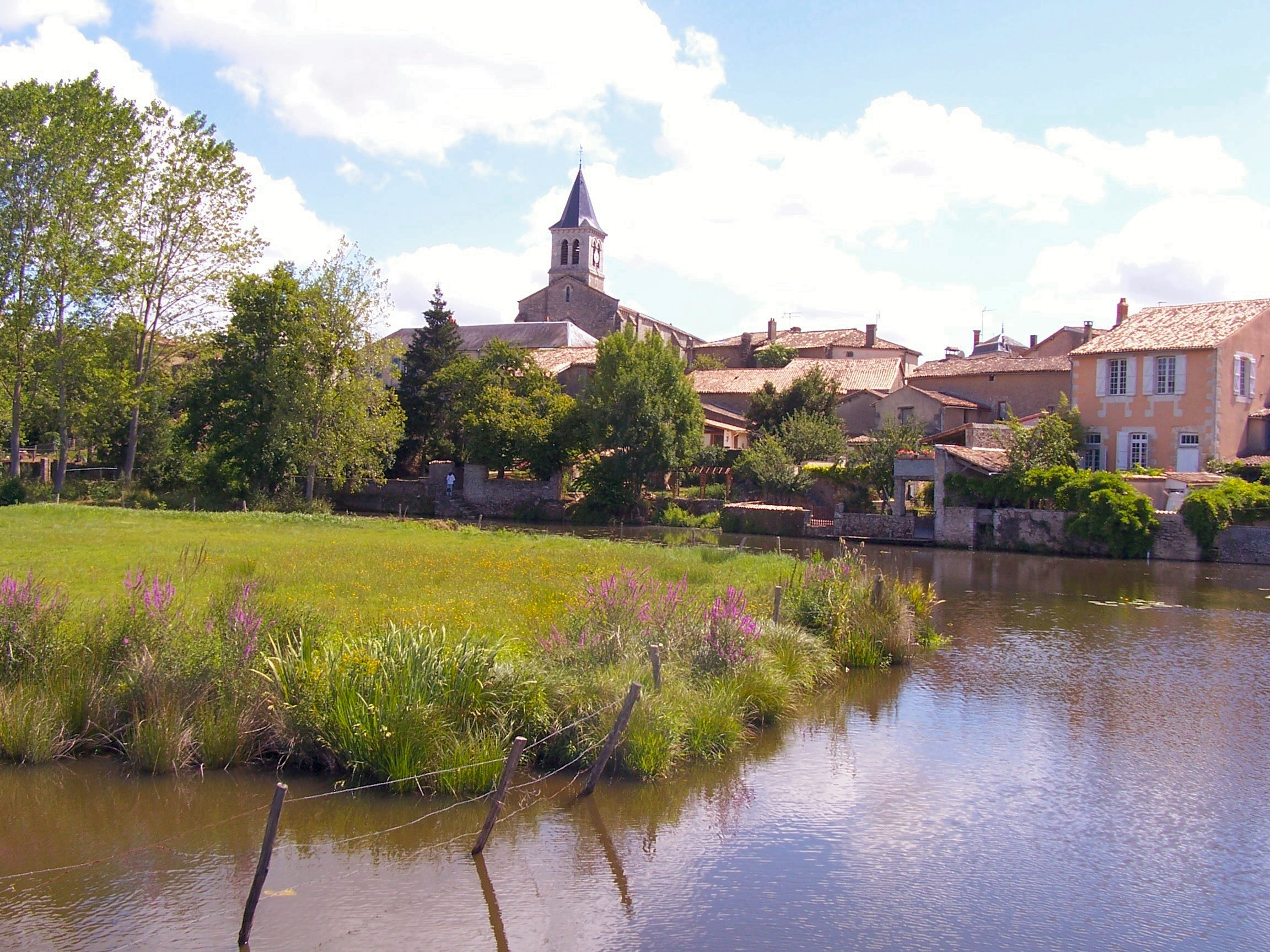
Il centro-città di Sanxay con la Vonne in primo piano.

Nei due dipartimenti delle Deux-Sèvres e della Vienne, la Vonne attraversa i diciotto comuni seguenti, da monte verso valle: Vouhé (sorgente), Saint-Lin, Beaulieu-sous-Parthenay, Reffannes, Vautebis, Vausseroux, Vasles, Chantecorps, Coutières, Ménigoute, Sanxay, Curzay-sur-Vonne, Jazeneuil, Lusignano, Cloué, Celle-Lévescault, Marigny-Chemereau, Vivonne (confluenza).
In termini di cantoni, la Vonne nasce nel cantone di La Gâtine, attraversa il cantone di Lusignano, confluisce nel cantone di Vivonne, il tutto nei due arrondissement di Parthenay e di Poitiers.

### Toponimi
La Vonne ha dato il suo idronimo ai due comuni di Curzay-sur-Vonne e Vivonne.

### Bacino idrografico
La Vonne attraversa sei zone idrografiche per una superficie totale di 1442 km2. Questo bacino idrografico è costituito per l'85,89 % da terreni agricoli, per l'11,91 % da foreste e ambienti semi-naturali, per il 2,10 % da territori artificializzati, per lo 0,03 % da superfici di acqua.